# Paul Lafargue
Paul Lafargue (Santiago di Cuba, 15 gennaio 1842 – Draveil, 25 novembre 1911) è stato un rivoluzionario, giornalista, scrittore, saggista e critico letterario francese, di ispirazione socialista, genero di Karl Marx.

## Biografia
Paul Lafargue nacque a Santiago di Cuba, all'epoca in cui l'isola caraibica era ancora una colonia spagnola, in un'agiata famiglia creola di origini miste francesi, indo-giamaicane, mulatte haitiane ed ebraico-francesi. Trasferitosi con la famiglia, durante la sua adolescenza, ad Haiti, dove visse in condizioni agiate grazie al reddito procurato dalla coltivazione del caffè, Lafargue iniziò i propri studi in un collegio, proseguiti, a seguito del definitivo stabilimento della famiglia in Francia nel 1851, dapprima presso il liceo di Bordeaux, poi a Tolosa, dove si diploma nel 1859, e quindi a Parigi, dove si iscrive alla facoltà di medicina.
Presto si mostra interessato ai problemi politici e sociali del momento, tanto da avvicinarsi alle teorie mutualiste del socialista libertario Pierre-Joseph Proudhon (da lui inizialmente ritenuto il liberatore della «morale e della scienza economica da ogni elemento soprannaturale») e ad opporsi a Napoleone III.
Aderisce alla Massoneria, dove conosce dei seguaci di Auguste Blanqui, ed all'Associazione internazionale dei lavoratori (conosciuta anche come la Prima Internazionale), a cui presenta nel febbraio 1865, al Consiglio Generale londinese, una relazione sulla situazione in cui versa il movimento operaio francese; in questa occasione incontra per la prima volta Karl Marx, il quale però mostra di disprezzare le sue posizioni di socialista proudhoniano, tanto che in un'occasione, in una lettera alla figlia Laura, ebbe a scrivere: «questo maledetto Lafargue mi annoia con il suo proudhonismo e certamente non mi lascerà tranquillo finché non gli avrò rotto quella sua testa di creolo».
Nell'inverno dello stesso anno è delegato al Congresso internazionale degli studenti, che si tiene in Belgio, a Liegi; in questa occasione conosce Blanqui, che gli lascia una forte impressione. I discorsi tenuti in quella occasione, in cui afferma, tra l'altro, che «la scienza non nega Dio: lo rende inutile» e «Guerra a Dio: in ciò consiste il progresso!» gli valgono l'espulsione, per due anni, dall'università parigina. Membro del Consiglio Generale dell'Internazionale, ottiene l'incarico di segretario corrispondente per la Spagna.
Una maggiore impressione Lafargue la riceve sicuramente da Laura Marx, una delle figlie del pensatore di Treviri, che egli conosce frequentando la casa del padre a Londra ed a seguito di cui cominciò ad avvicinarsi alla teoria marxista; il padre di Paul, nell'agosto del 1866, chiede a Marx, per conto del figlio, la mano di Laura. Ottenuto il consenso, i due giovani si sposano, avendone come testimone di nozze Friedrich Engels, il 2 aprile del 1868. Avranno tre figli che moriranno tutti nella primissima infanzia; sembra che in seguito a questa drammatica esperienza Lafargue, che si era laureato in medicina nel 1869, preferì abbandonare la professione medica per avviare uno studio di fotolitografia a Londra, anche grazie al contributo finanziario di Engels.
A Parigi fa parte della redazione del quotidiano repubblicano La Marseillaise e, nell'autunno del 1870, è direttore de La Défense nationale di Bordeaux, che propone, dopo la sconfitta francese nella guerra contro la Prussia e la conseguente occupazione, la confisca dei beni dei deputati bonapartisti, responsabili di aver provocato la guerra, la soppressione delle imposte indirette, benefici statali per le famiglie dei soldati e il pagamento del salario agli operai arruolati nella Guardia nazionale.
Ricostituisce nel gennaio 1871 la già soppressa sezione francese dell'Internazionale a Bordeaux; nell'aprile, con l'instaurazione della Comune di Parigi, è nella capitale, dove è incaricato di collaborare agli sviluppi della rivoluzione nella provincia; con la dura soppressione della Comune nel maggio di quello stesso anno, Lafargue sfugge all'arresto: è nei Pirenei, prima a Saint-Gaudens e a Luchon, poi in Spagna, a Huesca, dove viene arrestato dalle autorità spagnole su segnalazione del governo francese l'11 agosto. Liberato il 21 agosto, si stabilisce a Madrid con Laura, che dà lezioni d'inglese e tedesco, e insieme si occupano ancora dell'Internazionale e curano traduzioni in francese dell'Anti-Dühring di Engels e l'edizione spagnola del I volume de Il Capitale di Marx.
Rappresenta la Spagna e il Portogallo al Congresso dell'Internazionale che si tiene a L'Aia nel settembre del 1872 e torna in ottobre a Londra. Nel luglio del 1880 viene amnistiato dal governo francese e quello stesso anno pubblica, sotto forma di articoli, quello che resterà il suo libro più noto, Il diritto alla pigrizia, scritto in prigione.
Rientra a Parigi nel 1882, dove, assieme a Jules Guesde e Gabriel Deville, fonda il Partito Operaio Francese e combatte tra le file del neonato partito le frazioni anarchiche, giacobine e blanquiste. Nel 1891, per quanto fosse in prigione, fu eletto, primo di ogni altro appartenente al Partito socialista francese, al Parlamento francese, come candidato nella circoscrizione di Lilla, in cui difese ad oltranza l'ortodossia marxista sia dal revisionismo di origine bernsteiniana sia dalle tendenze anarco-sindacaliste teorizzate da Jean Jaurès, un atteggiamento che mantiene anche nel 1908, al Congresso socialista tenutosi a Tolosa, nel quale avviene l'unificazione delle diverse anime socialiste francesi in un unico partito.
Ritiratosi a Draveil, non lontano da Parigi, continua a contribuire con propri articoli e saggi al dibattito teorico e politico socialista, avendo anche contatti con esponenti rilevanti del socialismo europeo, come il tedesco Karl Liebknecht e il russo Vladimir Lenin.

### Il duplice suicidio

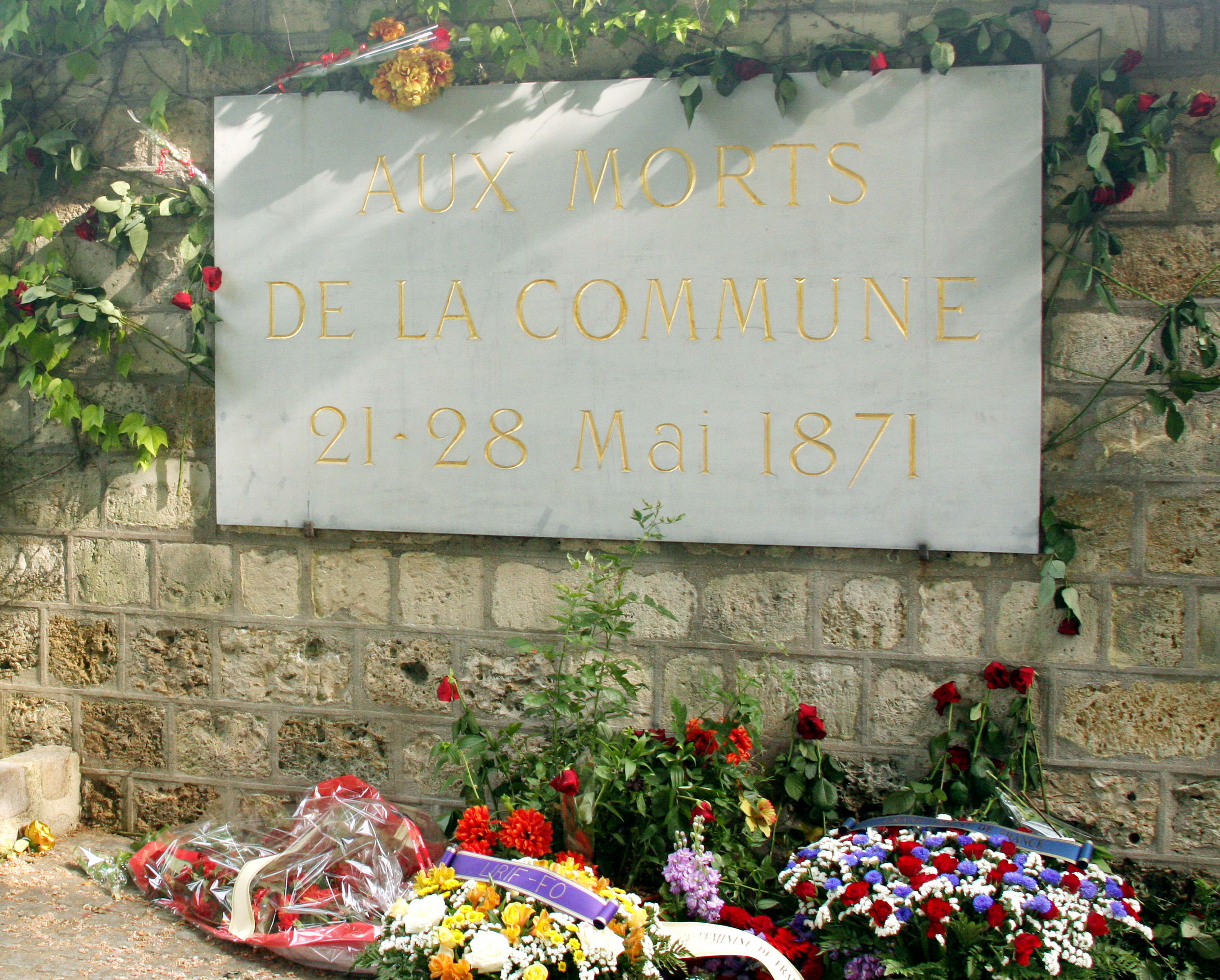
Il "Muro dei federati" nel cimitero parigino del Père-Lachaise

La sera del 25 novembre del 1911 i coniugi Lafargue rientrano in casa da Parigi; salutano il giardiniere e si intrattengono cordialmente con la sua famiglia: raccontano del film che avevano visto in un locale della capitale. La mattina dopo, una domenica, sono trovati morti: Paul sdraiato sul letto, vestito, e nella stanza vicina, Laura, seduta in poltrona; la morte era stata provocata da un'iniezione di acido cianidrico.
Nel testamento, rinvenuto insieme ad altre ultime lettere, Lafargue aveva scritto:
Da molto tempo mi sono ripromesso di non superare i settant'anni; ho fissato la stagione dell'anno per il mio distacco dalla vita e ho preparato il sistema per mettere in pratica la mia decisione: un'iniezione ipodermica di acido cianidrico.
Muoio con la suprema gioia della certezza che, in un prossimo futuro, la causa alla quale mi sono votato da quarantacinque anni trionferà. Viva il Comunismo. Viva il Socialismo Internazionale!»
Il funerale si svolse al cimitero parigino del Père-Lachaise, a cui presenziarono i maggiori esponenti socialisti del tempo, compreso Lenin. I loro corpi, cremati, sono sepolti presso il Muro dei Federati, di fronte al quale, il 28 maggio 1871, durante la repressione della Comune, centinaia di appartenenti alla Comune di Parigi furono fucilati e sepolti in una fossa comune ai suoi piedi.

## Opere (parziale)
- Il materialismo economico di Carlo Marx, (1884), tr. it., Milano, Uffici della Critica sociale, 1894
- Il diritto all'ozio, (1887)
- La proprietà. Origine ed evoluzione (1890), tr. it. di Chiara Pirro, Napoli, Edizioni Immanenza, 2014 ISBN 9788898926060
- L'evoluzione della società dallo stato selvatico alla civilizzazione, (1891)
- Il socialismo utopico, (1892)
- Il comunismo e l'evoluzione economica, (1892)
- Con Jean Jaurès, Idealismo e materialismo nella concezione della storia (1895),  tr. it. di Michele Orsu, Napoli, Edizioni Immanenza, 2014 ISBN 9788898926220
- Campanella. Studio critico sulla sua vita e su La città del sole (1895), tr. it. di Giovanna Michelucci, Napoli, Edizioni immanenza, 2016 ISBN 9788898926695
- La religione del capitale, (1887)
- Il socialismo e la conquista del potere, (1899)
- Il determinismo economico di Karl Marx. Ricerche sull'origine e l'evoluzione delle idee di giustizia, di bene, di anima e di dio, (1909), tr. it. di Félix Aldovrandi, Napoli, Edizioni immanenza, 2014 ISBN 9788898926350